# Tymofijiwka (obwód połtawski)
Tymofijiwka (ukr. Тимофіївка) – wieś na Ukrainie, w obwodzie połtawskim, w rejonie myrhorodzkim, w hromadzie Wełyki Budyszcza. W 2001 liczyła 199 mieszkańców, spośród których 197 wskazało jako ojczysty język ukraiński, 1 rosyjski, a 1 inny.